# ハルペン・ジャック
ハルペン・ジャック（日本語：春遍雀來、英語：Jack Halpern）は日本を拠点に活動する漢字を中心とした辞書編纂家、日中韓辞典研究所（CJKI）代表。講談社漢英学習辞典の編集長、および字型式検字法SKIPシステムの開発者として知られる。国際一輪車連盟の創立者。埼玉県さいたま市在住。

## 人物
1946年ドイツ生まれ。幼少期からフランス、ブラジル、米国等6か国に移り住み、現地の言語を習得。大学で天文学を修めた後、技術翻訳サービスを提供するビジネスを始めた。1968年に出会った日本人に漢字を教えられたことをきっかけに漢字に強い興味を覚え、1973年に家族と共に来日。 その間、日本で唯一イディッシュ語を教える組織である日本イディッシュクラブを設立、渋谷のユダヤコミュニティセンターでイディッシュ語を教えている。
また、日本の雑誌や刊行物で定期的にコラムを連載したり様々なバラエティ番組への出演に加え、辞書編纂、言語学習、その他の言語、文化関連トピックについて数百回にのぼる講演を行っている。昭和女子大学の特別研究員も務めていた。
趣味は伝統的なアンデス山脈のフルート、ケーナの演奏。2002年より日本をベースにGrupo Tortuguitaと共に演奏活動を行っていた。
英語、日本語、ヘブライ語、イディッシュ語、ポルトガル語、スペイン語、ドイツ語、中国語、エスペラント語、アラビア語、ベトナム語の11言語の話者であり、ラディノ語、パピアメント語、アラム語を読むことができる。

## 日中韓辞典研究所（CJKI）
中国語、日本語、韓国語、アラビア語等の多言語データベース構築と辞書編纂を主業務とする。『講談社漢英学習辞典』や『新漢英辞典』をはじめとする辞書編纂の他、機械工学、経済、医薬等を含む多くの専門辞書及び様々な辞書ツールを開発してきた。日本語、中国語、韓国語、アラビア語でのおよそ2400万にのぼる大規模語彙データベースを保有し、またライセンス供与を行っている。

## 一輪車
熱心な一輪車愛好家で、日本、米国、カナダ、中国をはじめ世界各国に於いて一輪車スポーツの普及に努めてきた。一輪車の100マイルレースにおける前ギネス記録保持者。1978年に日本一輪車クラブ（JUC）を設立、初代会長として日本全国への一輪車普及に尽力し、JUCの後続団体である日本一輪車協会(JUA)では2012年まで常務理事を務めた。初めて日本語で一輪車の乗り方を解説した「誰でも乗れる一輪車の本」は、今でも一輪車の一部のモデル購入時に付属してくる。1980年に国際一輪車連盟を創立、初代理事長に選出された。1984年から2001年まで連盟の代表、副代表を歴任し、1993年には「万里の長城一輪車マラソン大会」を開催した。

## 主な著作
- ジャック・ハルペン『春遍雀来氏の日本と日本語大論争』六興出版、1976年。
- ジャック・ハルペン『ユダヤジョーク　笑いの傑作選』六興出版〈ロッコウブックス〉、1978年1月。
- ジャック・ハルペン『不思議な日本語不思議な日本人　日本語が通じない国ニッポン』青也書店、1978年2月。
- ジャック・ハルペン『ぼくはユダヤ国際人　ちょっとおかしな日本人の国際感覚』講談社、1979年1月。
- ジャック・ハルペン『ユダヤ人の頭日本人の頭　放浪民族と孤立民族の発想と論理』青春出版社〈プレイブックス〉、1979年6月。
- Halpern, Jack (1982). Linguistic Analysis of the Function of Kanji in Modern Japanese. 27th International Conference of Orientalists in Tokyo.
- 雀来春遍『ジョークジョーク　ユダヤ人の笑い名作選』竜書房、1983年5月。ISBN 4-947604-09-3。
- ハルペン・ジャック『ユダヤ感覚を盗め！　世界の中で、どう生き残るか』徳間書店〈Tokuma books〉、1987年5月。ISBN 4-19-503449-3。
- ハルペン・ジャック『漢字の再発見　外人の目が拓いたこの驚くべき世界』祥伝社〈ノン・ブック〉、1987年9月。ISBN 4-396-10278-X。
- 富山県民生涯学習カレッジ編 編『ユダヤ人と日本人の国際感覚』春遍雀来述、富山県民生涯学習カレッジ〈県民カレッジ叢書12〉、1990年3月。
- Halpern, Jack (1990). “New Japanese-English Character Dictionary: A Semantic Approach to Kanji Lexicography”. Euralex '90 Proceedings (Bibliograf):  157-166.
- ハルペン・ジャック『地球国際人の時代がやってきた!』ミルトス〈シリーズユダヤ人の眼〉、1991年3月。ISBN 4-89586-008-6。
- ハルペン・ジャック『とっておきのユダヤ・ジョーク　ユダヤ人と日本人の文化にみる違い』ベストセラーズ〈ワニ文庫〉、1992年9月。ISBN 4-584-30338-X。
- Halpern, Jack; Nomura, Masaaki; Fukuda, Atsushi (1994). “Building a Comprehensive Chinese Character Database”. Euralex '94 Proceedings (International Congress on Lexicography in Amsterdam).
- Halpern, Jack (1998). Building a Comprehensive Database for the Compilation of Integrated Kanji Dictionaries and Tools. 43rd International Conference of Orientalists in Tokyo.
- Halpern, Jack; Kerman, Jouni (1999). The Pitfalls and Complexities of Chinese to Chinese Conversion. Fourteenth International unicode Conference in Cambridge, Massachusetts.
- Halpern, Jack (1998). Building a Comprehensive Database for the Compilation of Integrated Kanji Dictionaries and Tools. 43rd International Conference of Orientalists in Tokyo.
- Halpern, Jack (2000). The Challenges of Intelligent Japanese Searching.
- Halpern, Jack (December 2002). The Kodansha Kanji Learner's Dictionary. Kodansha International
- Halpern, Jack (2002). Lexicon-based Orthographic Disambiguation in CJK Intelligent Information Retrieval. COLING 2022.
- Halpern, Jack (2006). “The Contribution of Lexical Resources to Natural Language Processing of CJK Languages”. Lecture Notes in Computer Science 4274:  768-780.
- Halpern, Jack (2007). The Challenges and Pitfalls of Arabic Romanization and Arabization. The Second Workshop on Computational Approaches to Arabic Script-based Languages.
- Halpern, Jack (2009). Lexicon-Driven Approach to the Recognition of Arabic Named Entities. 2nd International Conference on Arabic Language Resources and Tools.
- Halpern, Jack (2011). Pedagogical Lexicography Applied to Chinese and Japanese Learner's Dictionaries. ASIALEX 2011.

### 編著
- 春遍雀来編 編『新漢英字典』研究社、1990年。ISBN 4-7674-9040-5。
  - Jack Halpern編 編『新漢英字典』National Textbook Company、1993年。
- 春遍雀來編 編『講談社漢英学習字典』講談社インターナショナル、1999年2月。ISBN 4-7700-2335-9。
  - 春遍雀來編 編『講談社漢英学習字典』（新装版）講談社インターナショナル、2001年9月。ISBN 4-7700-2855-5。

### 翻訳
- ラヒム・アナビアン、ジョージ・アナビアン共著『ペルシア錦』ジャック・ハルペン訳、染織と生活社、1975年。
- Ken Lunde『日本語情報処理』春遍雀来・鈴木武生訳、ソフトバンク出版事業部、1995年8月。ISBN 4-89052-708-7。
- Jeffrey E.F.Friedl『詳説正規表現』歌代和正監訳、春遍雀來・鈴木武生共訳、オライリー・ジャパン、1999年4月。ISBN 4-900900-45-1。